# D Centauri
D Centauri (D Cen) – gwiazda podwójna w gwiazdozbiorze Centaura. Cały system ma łączną jasność obserwowaną +5,31m i oddalony jest o około 566 lat świetlnych od Słońca.
Główny składnik układu, D Centauri A, to pomarańczowy olbrzym typu widmowego K o jasności obserwowanej równej +5,31, podczas gdy jasność obserwowana drugiego składnika, D Centauri B, wynosi +6,8. Gwiazdy są od siebie oddalone o 2,9 sekundy kątowej na niebie.